# Frances Hoggan
Pour les articles homonymes, voir Hoggan.
Frances Elizabeth Hoggan, née Morgan (20 décembre 1843 – 5 février 1927) est une médecin et réformatrice sociale britannique.

## Biographie
Frances Morgan naît à Brecon, au pays de Galles aînée des cinq enfants de Richard Morgan pasteur anglican et de Georgiana Catherina Philipps, son épouse. Elle fait ses études secondaires à Cowbridge, puis elle est pensionnaire à Windsor, en Angleterre. Elle poursuit ses études à Paris en 1858 et à Düsseldorf en 1861. Elle décide de devenir médecin, et prend des cours particuliers à Londres, dans la perspective de suivre la voie ouverte par Elizabeth Garrett qui avait eu le droit d'exercer comme médecin en obtenant le diplôme de la Worshipful Society of Apothecaries (en). Elle passe la première partie de l'examen préliminaire avec succès en janvier 1867, mais la Société des apothicaires modifie ses règles d'admission pour exclure les candidats libres, ce qui a pour effet d'empêcher les femmes de devenir médecins. Frances Hoggan s'inscrit en 1867 à la faculté de médecine de Zurich, où Nadejda Souslova, une étudiante russe, est sur le point d'obtenir son diplôme de médecine. Elle soutient sa thèse consacrée à l'atrophie musculaire progressive et obtient son diplôme de médecine en 1870, en accomplissant le cursus d'études de cinq ans en seulement trois ans. 
Elle séjourne ensuite en France et en Autriche, puis installe son cabinet à Londres, en tant que médecin non enregistré. Elizabeth Garrett lui propose un poste de médecin, au St Mary's Dispensary, en mars 1871, puis au New Hospital for Women en 1872. Elle collabore également avec Elizabeth Blackwell. Les deux femmes fondent en 1871 la National Health Society, une société de prévention.
En 1874, elle se marie avec le Dr George Hoggan, un ancien ingénieur qui vient d'obtenir son diplôme de médecin à la faculté d'Édimbourg en 1872. Ils exercent dans le même cabinet médical et publient des articles scientifiques ensemble. Elle-même se spécialise dans les maladies des femmes et des enfants. Le couple fait partie des opposants à la vaccination obligatoire. En 1877, le Royal College of Physicians of Ireland (en) accorde des licences professionnelles aux femmes et elle peut ainsi régulariser sa situation en 1880. Entre 1875 et 1885, elle publie plusieurs articles scientifiques sur les bienfaits de la natation pour les femmes et de l'éducation physique et sportive pour les jeunes filles.
George et Frances Hoggan s'engagent dans le mouvement opposé à la vivisection, orchestré par Frances Power Cobbe et participent à la fondation d'une société dédiée, la Victoria Street Society, en 1875.
Frances Hoggan est aussi active dans la défense des droits des femmes. Elle s'engage en faveur d'une meilleure éducation pour les filles au pays de Galles et publie « The Present Condition of Intermediate and Higher Education in Wales » et « Education for Girls in Wales ». Elle s'intéresse également à la situation de la médecine pour les femmes en Inde. À cet égard, elle prône notamment l'ouverture de cycles de formation de femmes médecins sur place, plutôt que de faire venir des médecins du Royaume-Uni.
L'état de santé de George Hoggan se dégrade à partir de 1885, et le couple s'installe alors sur la Côte d'Azur. Son mari meurt en 1891 et elle rentre en Angleterre. Elle n'exerce plus comme médecin mais s'engage en faveur du droit de vote des femmes et contre les discriminations raciales aux États-Unis et en Afrique du Sud. Elle fait une tournée de conférences aux États-Unis sur la nécessité de réformes sociales et fait une communication au Premier Congrès universel des races qui se tient à Londres en 1911. 
Elle meurt à Brighton, dans une maison de retraite, le 5 février 1927 et est incinérée le 9 février. Ses cendres sont inhumées au côté de son mari au cimetière de Woking.

## Postérité
- La Learned Society of Wales décerne chaque année une médaille qui porte son nom[5].

## Publications
- (en) Physical education for girls, Londres, Swan, Sonnenschein et Allen, 1880 — Conférence à la Fröbel Society, 9 décembre 1879[6]
- (en) Education for girls in Wales, 1882 — Comprend son témoignage (en 1880) devant le Departmental Committee on Higher and Intermediate Education in Wales
- (en) « Medical women for India », dans Contemporary Review, août 1882, p. 267–275
- (en) The position of the mother in the family in its legal and scientific aspects, Manchester, A. Ireland & Co., 1884
- (en) « Substitution of scientific studies  for fancy work in girls' education », dans Journal for the Society of Arts, vol. 25, 1877, p. 889
- (en) The Negro problem in relation to white women, dans Papers on inter-racial problems, communicated to the first Universal Races Congress, held at the University of London, July 26–29, 1911, 1911
- (en) American Negro women during their first fifty years of freedom, 1913
- Avec George Hoggan :
  - « Étude sur les lymphatiques de la peau », dans Journ. de l'Anat. et de la Physiol., [Paris], [Germer Baillière], [1879]
  - « Étude sur les changements subis par le système nerveux dans la lèpre », dans Journ. de l'Anat. et de la Physiol., Paris, G. Masson, [1882]
  - « Étude sur les terminaisons nerveuses dans la peau », dans Journ. de l'Anat. et de la Physiol., Paris, Germer Baillière, [1883]
  - « Women in medicine », dans Theodore Stanton (dir.), The woman question in Europe, G. P. Putnam's Sons, 1884, p. 63–89
  - « De la dégénération et de la régénération du cylindre-axe et des autres éléments des fibres nerveuses dans les lésions non traumatiques », dans Journ. de l'Anat. et de la Physiol., [Paris], [1882]